# Purworejo (Bonang)
Purworejo is een bestuurslaag in het regentschap Demak van de provincie Midden-Java, Indonesië. Purworejo telt 8798 inwoners (volkstelling 2010).